# モンゴメリー・カウンティ (戦車揚陸艦)
モンゴメリー・カウンティ（USS Montgomery County, LST-1041）は、アメリカ海軍向けに建造されたLST-542級戦車揚陸艦の1隻。艦名はアメリカ各地に見られる地名モンゴメリー郡に由来し、現在までにこの名を与えられた唯一の米軍艦である。
1944年11月12日、ペンシルバニア州ネヴィル・アイランドのドラヴォ・コーポレーションにて、LST-1041として起工された。1945年1月20日、N・L・ギブソン夫人（Mrs. N. L. Gibson）をスポンサーに迎えて進水式を行い、オハイオ川とミシシッピ川を抜けてニューオーリンズへと向かった。1945年2月19日に米軍艦として就役した。

## 経歴

### 第二次世界大戦（1945年）
湾岸諸州周辺での慣熟航海を終えた4月初旬頃、LST-1041は積荷を積載して太平洋方面へと出撃した。パナマ運河を抜けてシアトルに向かい、陸軍のトラックを積載して真珠湾へと向かった。6月12日、マーシャル諸島のエニウェトク環礁に出発し、真珠湾と中央・西太平洋の米軍基地を結ぶ往復物資輸送作戦を開始する。この作戦は第97輸送船団（LST Group 97）が担当していた。LST-1041は6月中にグアムおよびサイパンから沖縄に向けた輸送を開始し、7月中頃に沖縄での荷降ろしを完了した。7月末にはマーシャル諸島方面に戻り、日本が降伏するまでエニウェトクにて停泊していた。

### 戦後（1945年 - 1956年）
終戦後は西太平洋に戻り、9月2日から24日まで日本における占領任務の支援に当たる。支援任務を終えるとアメリカ本土へ向かい、12月6日にバージニア州ノーフォークに到着した。以後の10年間は各種輸送および活動支援、水陸両用戦訓練などに用いられた。大西洋艦隊の元でも様々な訓練・演習に参加し、カリブ海やメキシコ湾などに派遣された。
また、グリーンランド方面およびバフィン湾方面で展開された作戦においても重要な支援任務に従事した。これらの方面では3度の物資輸送を遂行したほか、1953年9月から11月にかけて実施された3度目の輸送作戦では、グースベイにて座礁した商船アトランティック・ウォータース（SS Atlantic Waters）の救援にも参加している。
1955年9月、第6艦隊と共に地中海へと派遣され、以後数ヶ月間はギリシャ沿岸から南フランス沿岸まで、地中海各地を航行した。1956年2月からノーフォークでの訓練任務に従事。また、1955年7月1日から艦名はモンゴメリー・カウンティに改められている。その後、大西洋艦隊水陸両用戦部隊のもとで任務に当たり、1956年1月31日にフロリダ州グリーン・コーブ・スプリングスにて退役が宣言された。

### 退役後
退役後は大西洋予備艦隊に割り当てられ、1960年代半ばまでフロリダにて繋留されていた。1960年6月1日、米海軍艦籍簿から名前が削除された。1961年8月、西ドイツに対する軍事援助計画のもとで売却が決定する。工作艦への改修が予定されていたが、結局これは実施されず、最終的にはドイツ海軍にて正式に就役することもないまま1968年に解体された。